# Ghassan Salhab
Ghassan Salhab, em árabe: غسان سلهب (Dakar, Senegal, 4 de maio de 1958), é um director de cinema, roteirista e produtor libanês, reconhecido especialmente pelos filmes Terra incognita (2002), The Last Man (2006) e The Key (2007). Durante toda a sua carreira tem produzido filmes de tipo não comercial nos quais retrata a problemática social do seu país.

## Carreira
Salhab nasceu em Dakar, Senegal, filho de pais libaneses que imigraram para o país africano devido à violência no seu país. Além de fazer os seus próprios filmes, Salhab colabora em vários palcos no Líbano e na França, e ensina cinema em instituições como o ALBA e a USJ. Tem dirigido cinco longas-metragens: Beyrouth Fantome, Terra Incognita, The Last Man, The Mountain e The Valley. Também tem realizado numerosas curtas-metragens, médias-metragens e vídeos, entre eles: Posthume, Narcisse Perdu, My Living Body, My Dead Body, La Rose de Personne, Afrique Fantome e Apres la Mort. Tem publicado também textos e artigos em diversas revistas.

### Actualidade
Em 2016 foi estreado o filme Chinese Ink, um documentário de 55 minutos baseado na própria vida e experiências do director. Em 2018, o director foi homenageado na edição número 21 do Festival Internacional de Cinema de Guanajuato, no México, onde confessou que a sua paixão pelo cinema o impulsiona a continuar a criar filmes não comerciais.

## Filmografia
- La clef (1986)
- Aprés la mort (1991)
- L’autre (1991)
- Afrique fantôme (1994)
- Beyrouth fantôme (1998)
- De la séduction (1999)
- La Rose de personne (2000)
- Baalbeck (2000)
- Terra incognita (2002)
- Mon corps vivant, mon corps mort (2003)
- Narcisse perdu (2004)
- Brêve rencontre avec Jean-Luc Godard, ou le cinéma comme métaphore (2005)
- The Last Man (2006)
- Temps mort (2006)
- Posthume (2007)
- 1958 (2009)
- The Mountain (2010)
- The Valley (2014)
- Chinese Ink (2016)[10]

## Prémios e reconhecimentos
| Prémio                         | Categoria                 | Filme           | Resultado |
| ------------------------------ | ------------------------- | --------------- | --------- |
| Festival de Cinema de Abu Dabi | Melhor director           | Al-Wadi         | Vencedor  |
| Festival de Cinema de Abu Dabi | Melhor guião              | Al-Wadi         | Nomeado   |
| Festival de Cinema de Cannes   | Prémio Un Certain Regard  | Terra incognita | Nomeado   |
| Festival de Cinema de Friburgo | Prémio FIPRESCI           | Al-Wadi         | Vencedor  |
| Festival de Cinema de Friburgo | Grand Prix                | Al-Wadi         | Nomeado   |
| Festival de Cinema de Locarno  | Leopardo de Ouro          | Atlal           | Nomeado   |
| Festival de Cinema de Turín    | Prémio da cidade de Turín | Atlal           | Nomeado   |
| Festival de Cinema de Nantes   | Melhor trilha sonora      | Ashbah Beyrouth | Vencedor  |
| Festival de Cinema de Nantes   | Golden Montgolfiere       | Ashbah Beyrouth | Nomeado   |
| Festival de Cinema de Tribeca  | Prémio do júri            | Atlal           | Nomeado   |